# Pasteur Peninsula
Pasteur Peninsula är en udde i Antarktis. Den ligger i Västantarktis. Argentina, Chile och Storbritannien gör anspråk på området.
Terrängen inåt land är kuperad åt nordost, men åt sydväst är den bergig. Havet är nära Pasteur Peninsula norrut. Trakten är obefolkad. Det finns inga samhällen i närheten. 